# Tugali elegans
Tugali elegans är en snäckart som beskrevs av Gray 1843. Tugali elegans ingår i släktet Tugali och familjen nyckelhålssnäckor. Inga underarter finns listade i Catalogue of Life.

## Bildgalleri

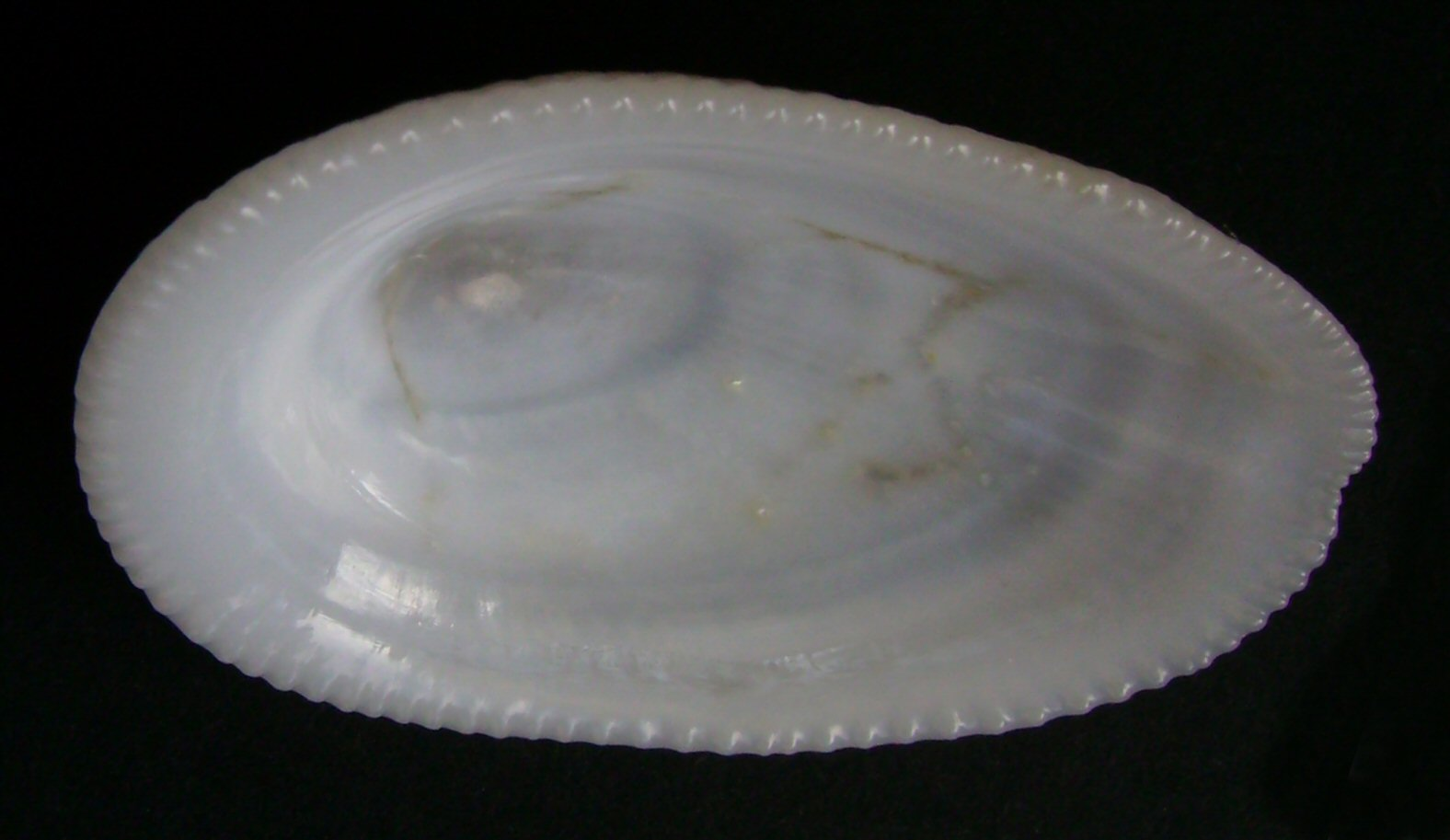